# Барри Таун
«Барри Таун» (валл. Clwb Pêl Droed Tref Y Barri) — валлийский футбольный клуб, представляющий город Барри. Основан в 1912 году. Принимает гостей на стадионе «Дженер Парк», который вмещает 3500 зрителей. Клуб в конце XX века доминировал в чемпионате Уэльса, выиграв в то время 7 чемпионатов и 5 кубков Уэльса. В 2003 году у клуба возникли финансовые проблемы, и он вылетел из Высшего дивизиона чемпионата Уэльса в Первый, а затем и во Второй дивизион. В сезоне 2007/2008 Барри Таун завоевал себе право выступать в Первом дивизионе Чемпионата Уэльса. 

Старая эмблема

## Достижения
- Чемпион Уэльса (7): 1995/96, 1996/97, 1997/98, 1998/99, 2000/01, 2001/02, 2002/03.
- Обладатель кубка Уэльса (6): 1954/55, 1993/94, 1996/97, 2000/01, 2001/02, 2002/03.